# Tjaž
Tjaž je moško osebno ime.

## Izvor imena
Ime Tjaž izvira iz skrajšane oblike imena Matjaž, odnosno Matej

## Različice imena
Matej, Matjaž, Tjaš, Tjašo, Tjoš, Tjuš in ženska oblika Tjaša. Ime Tjaša je lahko ženska oblika imena Tjaš, še bolj verjetno pa ruska tvorjenka iz imena Tatjana, obratno pa je ime Tjaš možna moška  oblika imena Tjaša.

## Pogostost imena
Po podatkih Statističnega urada Republike Slovenije je bilo na dan 31. decembra 2007 v Sloveniji 120 oseb z imenom Tjaž.

## Osebni praznik
V koledarju je ime Tjaž uvrščeno k imenu Matija, god -  praznuje 24. februarja.